# Alexandre Robert
Pour les articles homonymes, voir Robert.

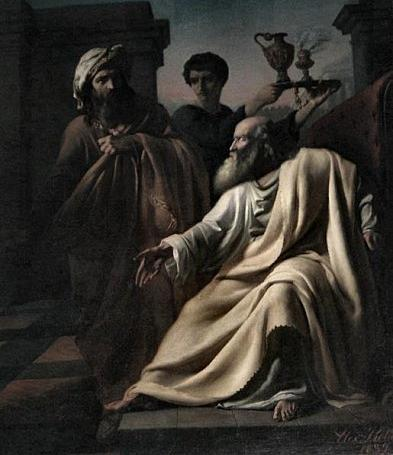
Jacob recevant la robe ensanglantée de son fils Joseph

Alexandre Nestor Nicolas Robert, né à Trazegnies (Belgique) le 27 février 1817 et mort à Saint-Josse-ten-Noode (Bruxelles) le 13 décembre 1890, est un peintre et portraitiste belge, spécialisé dans les sujets religieux et historiques.
Il était membre de l'Académie royale des sciences, des lettres et des beaux-arts de Belgique (Classe des Beaux-Arts).

## Biographie
Élève de François-Joseph Navez à l'académie de Bruxelles. Il voyage, afin de se perfectionner, en compagnie de Jean-François Portaels, à Paris, vers 1842-1843, puis en Italie. Il séjourne à Rome de 1846 à 1849,.
En 1860 il épouse Alice Madou (1836-1900), la fille aînée du peintre Jean-Baptiste Madou,.
En 1864 il devient professeur à l'Académie royale des beaux-arts de Bruxelles dont il devint directeur en 1888. Il aura Rémy Cogghe (1854-1935) et Albert Delstanche (1870-1941), petit-fils de Jean-Baptiste Madou, comme élèves.
Il effectue des portraits des membres de la Famille royale. Au Salon de Bruxelles de 1869, le roi Léopold II acquiert son tableau intitulé L'Amour de l'or.
En 1870 il fut reçu au sein de l'Académie royale de Belgique,.
Il est officier de l'ordre de Léopold et une rue de Trazegnies porte son nom

## Œuvres
- Pour la famille royale belge, il a peint le portrait de Léopold, duc de Brabant et comte de Hainaut, unique fils du roi Léopold II[10]. Chez le comte et la comtesse de Flandre, dans leur palais, se trouvait un portrait représentant le prince Baudouin de Belgique (1869-1891) et sa sœur Henriette[11],[12].
- 1841 - Jacob recevant la robe ensanglantée de son fils Joseph, dans l'église Saint-Martin (Trazegnies)
- 1841 - Martyre de Sainte-Barbe, dans l'église Saint-Lambert de Courcelles[13]
- 1846 - Les saintes femmes, musées royaux des beaux-arts de Belgique à Bruxelles (numéro d'inventaire 1178)
- 1848 - Signorelli peignant son fils mort[3], musées royaux des Beaux-Arts de Belgique à Bruxelles (numéro d'inventaire 1910)
- 1849 - Un regret[3]
- 1854 - Charles-Quint devant la mort[3] au palais présidentiel de Buenos-Aires
- 1855 - Portrait de M. Ad Van Soust[3]
- 1860 - Portrait de Tilman-François Suys, musée royal des beaux-arts d'Anvers
- 1861 - Portraits du comte Ferdinand de Meeûs devant l'église de fer d'Argenteuil d'Ohain tenant les statuts du Crédit de la charité à la main.[14]
- 1866 - Sac du couvent des Carmes à Anvers, fin du XVIe, musées royaux des Beaux-Arts de Belgique à Bruxelles (numéro d'inventaire 1829)
- 1867 - Portrait du peintre danois Poul Hagelstein (da), musées royaux des Beaux-Arts de Belgique à Bruxelles (numéro d'inventaire 3233)
- 1867 - La mère et l'enfant[15]
- 1872 - Le fils prodigue, huile sur toile

- 1878 - Jeune fille pensive[16]
- 1878 - Portrait d'Ernest Quételet[17]
- 1879 - Jeune page[18]

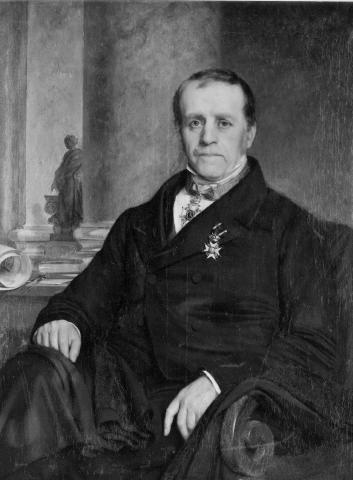
Tilman-François Suys

- 1883 - Portrait du professeur Adolphe Burggraeve, musée des beaux-arts de Gand
- nd - Portrait de Louise-Marie d'Orléans (1812-50), musée de la Dynastie à Bruxelles[19]
- nd - Portrait de M. le duc de Morny (qui sera gravé au burin par Joseph Franck)[20]
- nd - Portrait du comte Ignace Van der Straeten-Ponthoz[20]

On trouve aussi des œuvres dans les musées d'Ixelles et de Malines.